# Kapitan marynarki
Kapitan marynarki (kpt. mar.) – wojskowy stopień oficerski w Marynarce Wojennej, odpowiadający kapitanowi m.in. w Wojskach Lądowych i Siłach Powietrznych. Jego odpowiedniki znajdują się także w marynarkach wojennych innych państw, z kodem NATO: OF-2.

## Geneza
Tytuł kapitana został zapożyczony przez marynarki wojenne od flot cywilnych, w których kapitan statku oznacza dowodzącego jednostką pływającą. Pojawił się przed tytułami komandorskimi i początkowo, analogicznie do jednostek cywilnych dotyczył osób dowodzących okrętami. Około XII wieku dla oficerów dowodzących okrętami wprowadzono tytuły komandorskie. Komandor dowodził dużymi okrętami (np. okręt liniowy, krążownik), komandor porucznik średnimi (np. niszczyciel, fregata), a komandor podporucznik małymi (np. korweta). W tym czasie kapitan oznaczał oficerów morskich na dużych okrętach oraz oficerów flagowych – specjalistów we flocie.
Wraz z przekształceniem się tytułów komandorskich w XVII wieku w stopnie wojskowe, kapitana także ustanowiono stopniem, niższym właśnie od komandorów. W niektórych marynarkach wojennych nazwy odpowiedników polskich komandorów figurują zgodnie z historycznym pochodzeniem jako różni kapitanowie. Na przykład w Marine są stopnie: Kapitän zur See (Kapitan Morza); Fregattenkapitän (Kapitan Fregaty); a także Korvettenkapitän (Kapitan Korwety). W Rosji noszą one nazwy kapitanów I, II i III rangi.

## Użycie
W Polsce właściwy stopień kapitana marynarki został ustanowiony w 1921 roku, wraz z pozostałymi pierwszymi stopniami w Marynarce Wojennej. Wcześniej, od 1918 roku używano już stopnia kapitana marynarki, ale był to zapożyczony z Wojsk Lądowych stopień kapitana, z dodanym przymiotnikiem "marynarki". 
W latach 1921–1924 w Polsce istniał stopień kapitana porucznika marynarki – pomysł ówczesnego komandora Jerzego Świrskiego. 
Od momentu ustanowienia stopień kapitana znajduje się w hierarchii pomiędzy porucznikiem marynarki, a komandorem podporucznikiem i jest odpowiednikiem kapitana. W latach 1921–1952 był jedynym stopniem oficerów starszych, a od 1952 roku jest najwyższym stopniem wojskowym wśród oficerów młodszych. 
Stopień wojskowy kapitana marynarki jest zaszeregowany dla grup uposażenia nr 13-13B. W kodzie NATO określony jest jako OF-02.
Jego odpowiednikami w marynarkach wojennych innych państw są m.in.:
- Lieutenant – Wielka Brytania, Stany Zjednoczone;
- Kapitan-lejtnant – Rosja;
- Stabskapitänleutnant oraz Kapitänleutnant – Niemcy;
- Teniente de navío – Hiszpania;
- Primeiro-tenente – Portugalia
- Lieutenant de Vaisseau – Francja;
- Kapten – Szwecja;
- Primo Tenente di Vascello – Włochy;
- Luitenant ter zee der 2e klasse oudste categorie – Holandia.